# Messor lobognathus
Messor lobognathus är en myrart som beskrevs av Andrews 1916. Messor lobognathus ingår i släktet Messor och familjen myror. Inga underarter finns listade i Catalogue of Life.

## Bildgalleri